# Lac Nadreau
Pour les articles homonymes, voir Nadreau.
Le lac Nadreau est un plan d'eau douce situé dans le territoire non organisé du Lac-Jacques-Cartier, dans la municipalité régionale de comté (MRC) La Côte-de-Beaupré, dans la région administrative de la Capitale-Nationale, dans la province de Québec, au Canada.
Le bassin versant de ce lac est surtout desservie par quelques routes forestières pour les besoins de la foresterie et des activités récréo-touristiques.
À cause de son altitude, la surface du lac Nadreau est généralement gelée de la fin novembre jusqu'au début d'avril; toutefois la circulation sécuritaire sur la glace se fait généralement de la mi-décembre à la fin de mars. Le niveau des eaux est contrôlé par un barrage aménagé à son embouchure.

## Géographie
Le lac Nadreau constitue le plan d'eau de tête de la rivière Jacques-Cartier. Ce lac reçoit les eaux du côté ouest de deux petits lacs: lac Plamondon (altitude: 844 m) et un lac sans nom (862 m). Le lac Nadreau se décharge sur 180 m vers le nord dans le lac Grandpré (altitude: 847 m). Ce dernier se décharge vers l'ouest dans le "lac Petit Pré" (long de 440 m; altitude: 838 m).
À partir de l'embouchure du "Lac Petit Pré", la rivière Jacques-Cartier coule sur 15,6 km vers le nord-ouest dans le comté de Montmorency pour atteindre le Lac Jacques-Cartier, lequel est le principal plan d'eau de la rivière Jacques-Cartier.
Une montagne dont le sommet atteint 994 m est située au sud-ouest du lac Nadreau, et une autre de 993 m du côté ouest. Cette zone forestière comprend plusieurs marécages à plusieurs paliers d'altitude: 813 m à 847 m; soit surtout autour des lacs Petit Pré, Grandpré, Gariépy, Étang des Silènes, Saulmer; ainsi que dans la zone de la rivière Malbaie, soient autour des lac des Frelons et du Lac des Soixante Six (cette zone semble compter 66 petits lacs au travers des marécages).

## Toponymie
Le patronyme "Nadreau" est d'origine française.
Le toponyme "lac Nadreau" a été officialisé le 5 décembre 1968 à la Banque des noms de lieux de la Commission de toponymie du Québec.